# Cars Toons
Cars Toons (ook bekend als Cars Toon) is een korte animatieserie gemaakt door Pixar Animation Studios, met in de hoofdrollen de personages uit de film Cars. De serie bestaat uit vijf filmpjes van elk 3 minuten, welke onder andere zijn uitgezonden op Disney Channel, Toon Disney, en ABC Family. De filmpjes worden soms ook getoond in bioscopen voorafgaand aan een film, zoals bij de film Bolt.

## Plot
Elk van de afleveringen bevat dezelfde formule: Takel vertelt een verhaal over iets dat hij in het verleden heeft meegemaakt. Vaak bevindt hij zich in dat verhaal in een hopeloze situatie. Wanneer Lightning McQueen hem vraagt of dit wel echt gebeurd is, vertelt Takel snel dat McQueen er zelf bij was, en geeft hem ook een rol in zijn verhaal.
In elk verhaal spelen Takel, McQueen en Mia en Tia een rol.

## Nederlandse stemmen
| Stemacteur       | Personage       |
| ---------------- | --------------- |
| Frits Lambrechts | Takel           |
| Hans Somers      | Bliksem McQueen |
| Lizemijn Libgott | Mia & Tia       |

## Afleveringen
In Nederland werd seizoen 1 origineel uitgezonden op Jetix en seizoen 2 op Disney XD. Nu worden beide seizoenen uitgezonden op Disney XD.

### Seizoen 1: Takel's Sterke Verhalen
| #  | Titel                              | Uitzenddatum     | Regisseur     |
| -- | ---------------------------------- | ---------------- | ------------- |
| 1  | Reddingsteam Takel                 | 27 oktober 2008  | John Lasseter |
| 2  | Takel de Grote                     | 28 oktober 2008  | John Lasseter |
| 3  | El Takeldor                        | 29 oktober 2008  | John Lasseter |
| 4  | Tokyo Takel                        | 12 december 2008 | John Lasseter |
| 5  | Ongeïdentificeerde Vliegende Takel | 20 november 2009 | John Lasseter |
| 6  | Monstertruck Takel                 | 30 juli 2010     | John Lasseter |
| 7  | Heavy Metal Takel                  | 8 oktober 2010   | John Lasseter |
| 8  | Takel op de Maan                   | 2 november 2010  | Rob Gibbs     |
| 9  | Detective Takel                    | 2 november 2010  | Rob Gibbs     |
| 10 | Air Takel                          | 1 november 2011  | Rob Gibbs     |
| 11 | Tijdreiziger Takel                 | 5 juni 2012      | Rob Gibbs     |

### Seizoen 2: Verhalen uit Radiator Springs
| # | Titel                   | Uitzenddatum  | Regisseur              |
| - | ----------------------- | ------------- | ---------------------- |
| 1 | Hikkem McQueen          | 22 maart 2013 | Jeremy Lasky           |
| 2 | Brandweer Beestjes      | 22 maart 2013 | Jeremy Lasky           |
| 3 | Spinning                | 22 maart 2013 | Jeremy Lasky           |
| 4 | De Radiator Springs 500 | 20 mei 2014   | Robb Gibbs Scott Morse |